# Гандер (Канада)
Гандер (англ. Gander) — город на острове Ньюфаундленд в канадской провинции Ньюфаундленд и Лабрадор.

## География и климат
Город расположен на северо-востоке острова Ньюфаундленд, примерно в 40 километрах к югу от бухты Гандер и в 90 км к востоку от Гранд-Фолс-Уинсор, на северо-восточном берегу озера Гандер.
В городе Гандер умеренно-холодный климат. Количество осадков значительное, даже в самые засушливые месяцы. По классификации Кёппена — влажный континентальный климат (индекс Dfb) с тёплым летом и равномерным увлажнением в течение года. Климатическое лето продолжается с начала июля до конца августа.
| Показатель               | Янв.  | Фев. | Март | Апр. | Май  | Июнь | Июль | Авг. | Сен. | Окт. | Нояб. | Дек. | Год  |
| ------------------------ | ----- | ---- | ---- | ---- | ---- | ---- | ---- | ---- | ---- | ---- | ----- | ---- | ---- |
| Средний максимум, °C     | −1,8  | −2   | 1,1  | 5,8  | 12,1 | 17,5 | 22,0 | 20,8 | 16,2 | 10,2 | 5,5   | 0,2  | 9,0  |
| Средняя температура, °C  | −6,1  | −6,5 | −3,3 | 1,7  | 6,8  | 11,6 | 16,4 | 15,7 | 11,4 | 6,1  | 1,9   | −3,5 | 4,3  |
| Средний минимум, °C      | −10,4 | −11  | −7,6 | −2,4 | 1,5  | 5,8  | 10,8 | 10,6 | 6,7  | 2,1  | −1,6  | −7,2 | −0,1 |
| Норма осадков, мм        | 106   | 97   | 101  | 85   | 73   | 82   | 74   | 99   | 90   | 103  | 100   | 103  | 1113 |
| Источник: Климат Гандера |       |      |      |      |      |      |      |      |      |      |       |      |      |

## Население
В городе проживает около 11 тысяч человек. Близ города находится международный аэропорт Гандер, в прошлом игравший очень важную роль — здесь совершали посадку и дозаправлялись самолёты, совершающие перелёт через Атлантику. Большинство улиц в городе названы в честь известных лётчиков, в том числе в честь Амелии Эрхарт, Чарльза Линдберга, Марка Гарно, Чарльза Йегера.

## История
В 1935 году Гандер был выбран для строительства военно-воздушной базы в силу своего географического расположения вблизи северо-восточной оконечности Северо-Американского континента. В 1936 году началось строительство базы, а вместе с ней начал расти и город. 11 января 1938 года капитан Дуглас Фрейзер сделал первую посадку в «Аэропорту Ньюфаундленд», ныне известном как международный аэропорт Гандер (или «CYQX»), на одномоторном биплане Fox Moth VО-ADE. Во время Второй мировой войны по меньшей мере 10 тысяч канадских, британских и американских военнослужащих находилось в Гандере, который стал стратегическим пунктом для Королевских ВВС. Около 20 тысяч американских и канадских истребителей и бомбардировщиков совершили посадку в Гандере на пути в Европу. После войны авиабаза стала гражданским аэродромом, а сам город был перенесен на безопасное расстоянии от взлетно-посадочной полосы (примерно на 5 километров).
12 декабря 1985 года Гандер оказался в центре всеобщего внимания, когда самолёт DC-8 рейса 1285, перевозивший 256 пассажиров, 248 из которых были американские солдаты, возвращавшиеся из Египта, разбился после взлёта. Все пассажиры и члены экипажа погибли. Эта авиакатастрофа — самая крупная на канадской территории. После катастрофы в городе было начато строительство авиационного музея, открытого в 1996 году.
Во время наибольшего использования и значения аэропорта ширина одной из его взлетно-посадочных полос
была 300 метров. Длина другой ВПП составляла 3200 метров. Однако со временем значение аэропорта уменьшилось, так как большая часть современных самолётов преодолевает Атлантику без дозаправки. Но 11 сентября 2001 года Международный аэропорт Гандер вновь сыграл важную роль в истории мировой авиации: по свидетельствам воздушных диспетчеров аэропорта, приведенным на канале «National Geographic» в программе «9/11.Воздушный контроль», в течение нескольких часов сразу после терактов 11 сентября, когда все воздушное пространство Северной Америки было закрыто, аэропорт принял 38 трансатлантических рейсов из более чем 200, распределенных ими по ближайшим аэропортам в рамках операции Yellow Ribbon. Более 6600 пассажиров и членов экипажей самолётов (что эквивалентно 66 процентам местного населения) находилось в Гандере несколько дней до тех пор, пока воздушное пространство не было открыто и полеты не возобновились. По другим сведениям, это были 53 самолета и 10500 пассажиров.